# Томша (Васлуј)
Томша (рум. Tomșa) насеље је у Румунији у округу Васлуј у општини Хочени. Oпштина се налази на надморској висини од 169 m.

## Становништво
Према подацима из 2002. године у насељу је живело 167 становника, од којих су сви румунске националности.